# Maman Last Call
Pour plus de détails, voir Fiche technique et Distribution.
Maman Last Call est un film québécois de François Bouvier sorti en 2005, l’adaptation cinématographique du livre éponyme de Nathalie Petrowski.

## Synopsis
Une femme, dans la mi-trentaine, qui a toujours dit ne pas vouloir d’enfant, doit réellement se poser la question lorsqu’elle apprend qu’elle est enceinte. Aux prises avec l’idéal de la femme professionnelle, se débattant avec tous les clichés concernant la maternité, incertaine de la place et du rôle du père pour son enfant, cette femme est confrontée par plusieurs des questions actuelles au Québec. Sur un ton humoristique mais aussi amer, il apparaît difficile d’envisager de conjuguer féminité et maternité, ou de faire face à l’antinomie entre avoir un enfant pour soi et être parent.
Le titre semble faire écho au titre de la pièce de théâtre Manon Lastcall de Jean Barbeau, qui a été créée et jouée à l'époque où Petrowski (surtout connue en tant que critique culturelle) était aux études en Lettres et cinéma.

## Fiche technique
Source : IMDb et Films du Québec
- Titre original : Maman Last Call
- Réalisation : François Bouvier
- Scénario : Nathalie Petrowski d'après son roman
- Musique : Michel Corriveau
- Direction artistique : Jean Bécotte
- Costumes : Monic Ferland
- Maquillage : Colleen Quinton
- Coiffure : Michelle Côté
- Photographie : Allen Smith
- Son : Dominique Chartrand, Claude Beaugrand, Gavin Fernandes (en), Pierre Paquet
- Montage : Claude Palardy
- Production : Pierre Gendron et Christian Larouche (en)
- Société de production : Christal Films
- Sociétés de distribution : Les Films Christal
- Budget : 3,5 millions $ CA
- Pays de production :  Canada
- Langue originale : français
- Format : couleur
- Genre : comédie dramatique
- Durée : 102 minutes
- Date de sortie :
  - Canada : 11 février 2005 (sortie en salle au Québec)

## Distribution
- Sophie Lorain : Alice Malenfant
- Patrick Huard : Louis St-Amant
- Stéphane Demers : James Beaulieu
- Anne-Marie Cadieux : Myriam Monette
- Patricia Nolin : Simone Malenfant
- Julie Le Breton : Fanny Lemay
- Anick Lemay : Carole Dion
- Robert Toupin : Gaston Francoeur, rédacteur
- Denis Bouchard : Marcel Levasseur
- Charli Arcouette-Martineau : Roxanne, adolescente enceinte
- Normand D'Amour : Paul, producteur
- Emmanuel Bilodeau : Fernand Dumont
- Violette Chauveau : femme de Fernand Dumont
- Sophie Bourgeois : Manon, barmaid
- Nadia Drouin : téléphoniste au journal
- Michèle Labonté : infirmière, salle d'échographie
- Suzanne Champagne : infirmière, salle d'accouchement
- Sylvie Potvin : serveuse au café
- Richard Fréchette : Réjean Leclerc
- Lisette Guertin : secrétaire de Gaston
- Bénédicte Décary : actrice dans le rôle de Médée
- Richard Lalancette : spectateur au théâtre
- Martin Thibaudeau : Ralph Lauren
- Isabelle Pagé : Dr Dupire
- Alain Bruno : caméraman
- Minou Petrowski : intervieweuse
- Yvan Benoît : Denis, pupitreur
- Pablo Reinoso : danseur de salsa
- Marie-Claude Marleau : jeune mère au café
- Florence Leclerc : enfant de 2 ans au café
- Kattia Thony : infirmière, couloir pour l’avortement
- Nancy Mainville : infirmière, salle d'avortement
- André Beauchamp : gynécologue - salle d'avortement
- Caroline Portelance : infirmière mariée
- Denise Charest : spectatrice au théâtre
- Isabelle Rosa : secrétaire réceptionniste qui reçoit les fleurs au bureau
- Maxime Brunet : intervenant au party de Noël
- Gilles Proulx : lui-même (voix à la radio)

## Distinctions

### Nominations
- 2006 : Prix Génie du Meilleur scénario adapté Nathalie Petrowski
- 2006 : Prix Génie de la Meilleure actrice de soutien à Anne-Marie Cadieux